# جودا كوكس
جودا كوكس (بالإنجليزية: Judah Cooks)‏ هو لاعب كرة قدم ومدرب كرة قدم أمريكي في مركز الوسط، ولد في 29 نوفمبر 1976 في بيثيسدا في الولايات المتحدة. شارك مع منتخب الولايات المتحدة تحت 17 سنة لكرة القدم. أما مع النوادي، فقد لعب مع أتلانتا سيلفرباكس وتشارلستون بيتري ودي.سي. يونايتد وميامي فيوشن.

## وصلات خارجية
- جودا كوكس على موقع الاتحاد الدولي (مؤرشف)  (الإنجليزية)
- جودا كوكس على موقع الدوري الأمريكي (الإنجليزية)
- جودا كوكس على موقع قاعدة بيانات كرة القدم.إي يو (الإنجليزية)